# Arsure-Arsurette
 Arsure-Arsurette  es una población y comuna francesa, en la región de Franco Condado, departamento de Jura, en el distrito de Lons-le-Saunier y cantón de Nozeroy.

## Demografía
| 169 | 148 | 127 | 110 | 99 | 87 |
| Para los censos de 1962 a 1999 la población legal corresponde a la población sin duplicidades (Fuente: INSEE [Consultar]) |     |     |     |    |    |